# Вармазейське сільське поселення
Вармазе́йське сільське поселення (рос. Вармазейское сельское поселение) — муніципальне утворення у складі Великоігнатовського району Мордовії, Росія. Адміністративний центр — село Вармазейка.

## Історія
Станом на 2002 рік існували Вармазейська сільська рада (село Вармазейка, присілок Нове Чамзіно) та Новокачаєвська сільська рада (села Барахмани, Нове Качаєво, присілки Інелейка, Растислаєвка, селище Красна Стрілка).
17 травня 2018 року було ліквідовано Новокачаєвське сільське поселення, його територія увійшла до складу Вармазейського сільського поселення.

## Населення
Населення — 451 особа (2019, 576 у 2010, 780 у 2002).

## Склад
До складу поселення входять такі населені пункти:
| Населений пункт        | Населення, осіб (2002) | Населення, осіб (2010) |
| ---------------------- | ---------------------- | ---------------------- |
| Барахмани, село        | 62                     | 37                     |
| Вармазейка, село       | 224                    | 180                    |
| Красна Стрілка, селище | 5                      | 0                      |
| Інелейка, присілок     | 21                     | 9                      |
| Нове Качаєво, село     | 263                    | 227                    |
| Нове Чамзіно, присілок | 177                    | 116                    |
| Растислаєвка, присілок | 28                     | 7                      |